# Liste der Botschafter der Vereinigten Staaten in Litauen
Die Liste der Botschafter der Vereinigten Staaten in Litauen bietet einen Überblick über die Leiter der US-amerikanischen diplomatischen Vertretung in Litauen seit der Aufnahme diplomatischer Beziehungen in Folge der Unabhängigkeit Litauens von der Sowjetunion. Zwischen 1922 und dem Einmarsch der sowjetischen Truppen gab es bereits US-Botschafter in Litauen.

## Botschafter

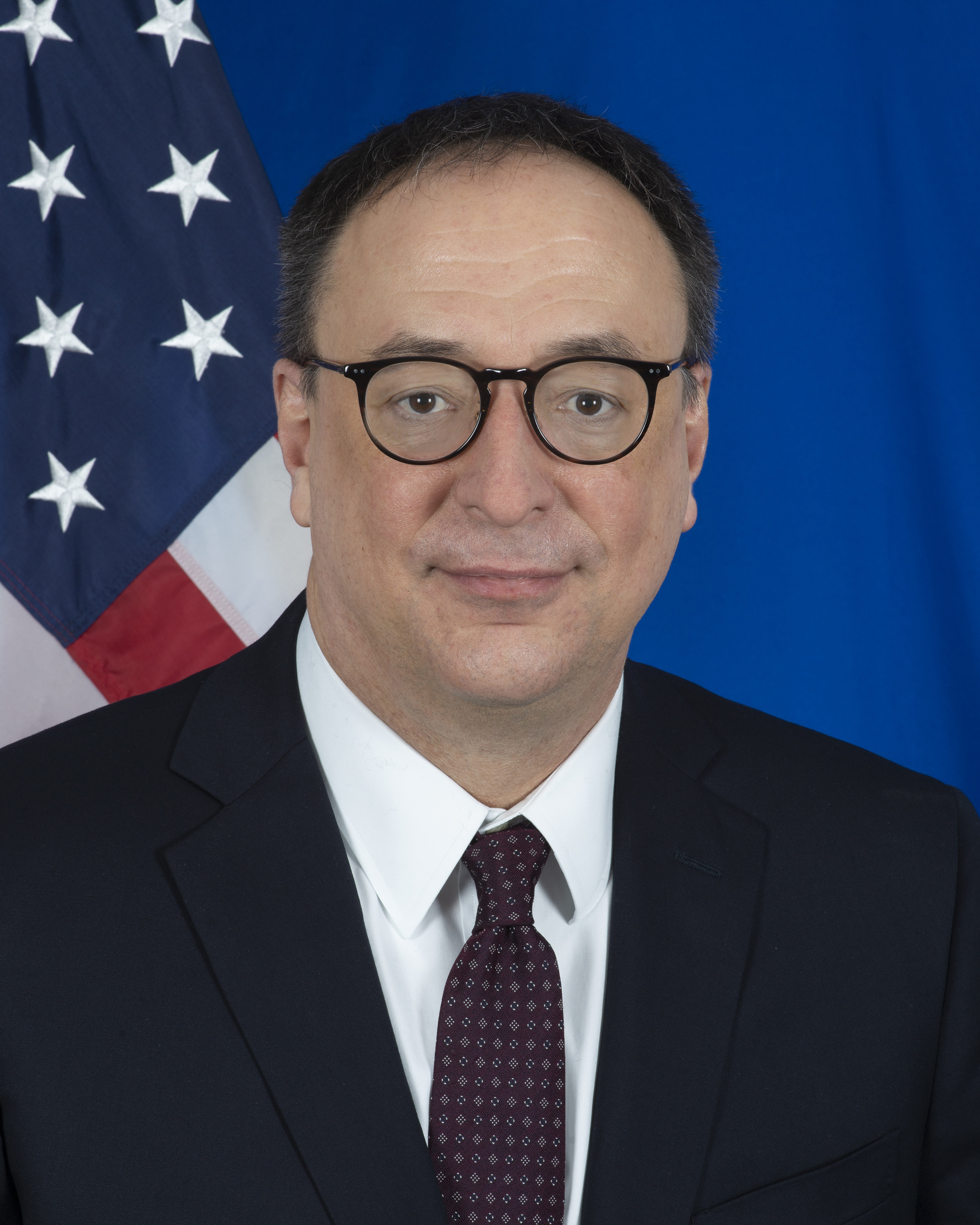
Robert S. Gilchrist, derzeitiger US-Botschafter in Vilnius

### 1922–1940
| Amtszeit  | Name                       | Anmerkung |
| --------- | -------------------------- | --------- |
| 1922–1931 | Frederick W. B. Coleman    |           |
| 1931–1933 | Robert Peet Skinner        |           |
| 1934–1936 | John Van Antwerp MacMurray |           |
| 1936–1937 | Arthur Bliss Lane          |           |
| 1937–1940 | Owen J.C. Norem            |           |

### Seit 1991
| Amtszeit  | Name                | Anmerkung                                                                                             |
| --------- | ------------------- | --- |
| 1992–1994 | Darryl N. Johnson   | 1991 bis 1994 als kommissarischer Geschäftsträger (Charge d’Affaires ad interim) Leiter der Botschaft |
| 1994–1997 | James W. Swihart    | |
| 1997–2000 | Keith C Smith       | |
| 2000–2003 | John F. Tefft       | seit 2014 Botschafter der Vereinigten Staaten in Moskau                                               |
| 2003–2006 | Stephen Mull        | unter Präsident Donald Trump kommissarischer Under Secretary of State for Political Affairs           |
| 2006–2009 | John Cloud          | |
| 2009–2012 | Anne E. Derse       | |
| 2013–2016 | Deborah McCarthy    | |
| 2016–2019 | Anne Hall           | |
| 2019–     | Robert S. Gilchrist | |